# Roland Anderson
Roland Anderson (født, 18. november 1903, død 29. oktober 1989) var en amerikansk scenograf. Han blev nomineret til en Oscar 15 gange, men vandt aldrig.

## Udvalgte film
- Farvel til våbnene (1933)
- Englands sønner (1935)
- Kaptajn Taylor (1937)
- Canadas sønner (1940)
- Hendes privatsekretær (1942)
- Orkanens høst (1942)
- Elskovsbreve (1945)
- Carrie (1952)
- The Country Girl (1954)
- De røde strømpebånd (1954)
- Det begyndte i Napoli (1960)
- Pigen Holly (1961)
- Duen der befriede Rom (1962)
- En nat med en fremmed (1963)
- Pas på ungkarlene (1963)